# سوته زار
سوته زار یک روستا در ایران است که در استان اردبیل واقع شده‌است.